# Сады Маргариты
Сады Маргариты (итал. Giardini Margherita) — наиболее известный и посещаемый городской парк Болоньи.

## История
В отличие от многих других городских парков Италии, этот парк никогда не относился к имению какого-либо аристократа, а изначально являлся городской собственностью. К моменту проведения плебисцита об аннексии Болоньи Королевством Италия, город по-прежнему был ограничен своими средневековыми стенами и в значительной степени экономическая активность жителей была сосредоточена в аграрном секторе, хотя уже появились первые признаки промышленного развития, и облик Болоньи начинал меняться. В 1874 году завершились переговоры о покупке земли между городскими властями и семьёй Таттини, в том же году разработка проекта была поручена уроженцу Пьемонта графу Самбуйе, и уже спустя два месяца проект был утверждён коммунальным советом. В 1875 году начались работы, 6 июля 1879 года состоялась торжественная церемония открытия.
Первоначальное название парка — «Пассаж королевы Маргариты» (Passeggio Regina Margherita) в честь супруги короля Умберто I. В настоящее время площадь парка — 26 гектаров, в значительной степени сохранена изначальная планировка, вдохновлённая образцами английских парков: аллеи, пруды с гипсовыми скульптурами вокруг них, просторные поляны, дубовые рощи, оформленные как природные лесные массивы, а также посадки более экзотических пород, таких как кедры, платаны, кипарисы, сосны, каштаны и даже единственный образец секвойи. Один из прудов на территории парка представляет собой остаток древнего Савенского канала, построенного в 1176 году.
В ходе работ по разбивке парка в 1876 году был случайно обнаружен этрусский некрополь, датируемый периодом между 550 и 400 годом до н. э. (он находится в восточной части древней Фельсины). Археологические раскопки начал Джованни Гоццадини, в 1889 году их продолжил Эдоардо Брицио. После возобновления работ в 1962 и 1986 годах в общей сложности за всё время были обнаружены 243 могилы, содержащие большое количество ритуальных погребальных предметов и орнаменты. Наиболее примечательна частично восстановленная могила на краю центрального луга с двускатным надгробием из травертина. Характерной особенностью захоронений являются стелы в форме подковы из песчаника с изображениями картин путешествия в страну мёртвых (стелы и погребальная утварь ныне хранятся в Муниципальном археологическом музее). Кроме того, поблизости от теплиц находится реконструированная с просветительскими целями хижина эпохи Вилланова, а у входа в парк в районе ворот Кастильоне сохранился небольшой фрагмент древнеримской булыжной мостовой, открытый в 1959 году на улице Риццоли (via Rizzoli).